# Peter Kakaščík
Peter Kakaščík (* 4. prosince 1963, Prešov, Československo) je bývalý československý házenkář. Po skončení aktivní kariéry působí jako trenér.
S týmem Československa hrál na letních olympijských hrách v Barceloně v roce 1992, kde tým skončil na 9. místě. Nastoupil v 1 utkání. Gól nedal. Na klubové úrovni hrál za Tatran Prešov.